# Dennis Wideman
Dennis Wideman (né le 20 mai 1983 à Kitchener, dans la province de l'Ontario au Canada) est un joueur professionnel canadien de hockey sur glace. Il évolue au poste de défenseur.

## Carrière de joueur
Il a été repêché au 8e tour, 241e au total par les Sabres de Buffalo au repêchage d'entrée de 2002.
Le 22 juin 2010, il est échangé aux Panthers de la Floride avec un choix de premier tour des Bruins (15e au total en 2010) ainsi que d'un choix en 2011 contre Nathan Horton et Gregory Campbell. Le 28 février 2011, une transaction l'amène aux Capitals de Washington contre Jake Hauswirth et un choix de troisième tour lors du repêchage d'entrée dans la LNH 2011.
Le 27 janvier 2016, il réalise un double-échec dans le dos du juge de ligne Don Henderson alors qu’il entrait à son banc, ce qui entraîne sa suspension pour une période indéfinie jusqu'à son audience devant le préfet de discipline de la LNH. Le 3 février, la LNH décide de le suspendre pour 20 matchs sans pouvoir toucher son salaire, ce qui signifie une perte de 564 516 dollars. L'AJLNH annonce qu'elle ira en appel de ce jugement. La ligue maintient sa suspension, ce qui amène l'AJLNH à recourir à un arbitre indépendant. Le 11 mars, James Oldham, qui est chargé de cette affaire, réduit la suspension de Wideman à 10 parties, en concluant que le défenseur des Flames n'avait pas l'intention de blesser le juge de ligne. Bien que Wideman ait déjà purgé 19 matchs, il se fait rembourser la moitié de son salaire perdu.

## Statistiques
| Saison     | Équipe                 | Ligue      |     | Saison régulière | Saison régulière | Saison régulière | Saison régulière | Saison régulière |   | Séries éliminatoires | Séries éliminatoires | Séries éliminatoires | Séries éliminatoires | Séries éliminatoires |
| Saison     | Équipe                 | Ligue      | PJ  | B                | A                | Pts              | Pun              | PJ               | B | A                    | Pts                  | Pun                  |                      |                      |
| 1999-2000  | Wolves de Sudbury      | LHO        | 63  | 10               | 26               | 36               | 64               | 12               | 1 | 2                    | 3                    | 22                   |                      |                      |
| 2000-2001  | Wolves de Sudbury      | LHO        | 25  | 7                | 11               | 18               | 37               | -                | - | -                    | -                    | -                    |                      |                      |
| 2000-2001  | Knights de London      | LHO        | 24  | 8                | 8                | 16               | 38               | 5                | 0 | 4                    | 4                    | 6                    |                      |                      |
| 2001-2002  | Knights de London      | LHO        | 65  | 27               | 42               | 69               | 141              | 12               | 4 | 9                    | 13                   | 26                   |                      |                      |
| 2002-2003  | Knights de London      | LHO        | 55  | 20               | 27               | 47               | 83               | 14               | 6 | 6                    | 12                   | 10                   |                      |                      |
| 2003-2004  | Knights de London      | LHO        | 60  | 24               | 41               | 65               | 85               | 15               | 7 | 10                   | 17                   | 17                   |                      |                      |
| 2004-2005  | IceCats de Worcester   | LAH        | 79  | 13               | 30               | 43               | 65               | -                | - | -                    | -                    | -                    |                      |                      |
| 2005-2006  | Rivermen de Peoria     | LAH        | 12  | 2                | 4                | 6                | 31               | -                | - | -                    | -                    | -                    |                      |                      |
| 2005-2006  | Blues de Saint-Louis   | LNH        | 67  | 8                | 16               | 24               | 83               | -                | - | -                    | -                    | -                    |                      |                      |
| 2006-2007  | Blues de Saint-Louis   | LNH        | 55  | 5                | 17               | 22               | 44               | -                | - | -                    | -                    | -                    |                      |                      |
| 2006-2007  | Bruins de Boston       | LNH        | 20  | 1                | 2                | 3                | 27               | -                | - | -                    | -                    | -                    |                      |                      |
| 2007-2008  | Bruins de Boston       | LNH        | 81  | 13               | 23               | 36               | 70               | 6                | 0 | 3                    | 3                    | 0                    |                      |                      |
| 2008-2009  | Bruins de Boston       | LNH        | 79  | 13               | 37               | 50               | 34               | 11               | 0 | 7                    | 7                    | 4                    |                      |                      |
| 2009-2010  | Bruins de Boston       | LNH        | 79  | 6                | 24               | 30               | 34               | 13               | 1 | 11                   | 12                   | 4                    |                      |                      |
| 2010-2011  | Panthers de la Floride | LNH        | 61  | 9                | 24               | 33               | 33               | -                | - | -                    | -                    | -                    |                      |                      |
| 2010-2011  | Capitals de Washington | LNH        | 14  | 1                | 6                | 7                | 6                | -                | - | -                    | -                    | -                    |                      |                      |
| 2011-2012  | Capitals de Washington | LNH        | 82  | 11               | 35               | 46               | 46               | 14               | 0 | 3                    | 3                    | 2                    |                      |                      |
| 2012-2013  | Flames de Calgary      | LNH        | 46  | 6                | 16               | 22               | 12               | -                | - | -                    | -                    | -                    |                      |                      |
| 2013-2014  | Flames de Calgary      | LNH        | 46  | 4                | 17               | 21               | 18               | -                | - | -                    | -                    | -                    |                      |                      |
| 2014-2015  | Flames de Calgary      | LNH        | 80  | 15               | 41               | 56               | 34               | 11               | 0 | 7                    | 7                    | 12                   |                      |                      |
| 2015-2016  | Flames de Calgary      | LNH        | 51  | 2                | 17               | 19               | 30               | -                | - | -                    | -                    | -                    |                      |                      |
| 2016-2017  | Flames de Calgary      | LNH        | 57  | 5                | 13               | 18               | 32               | -                | - | -                    | -                    | -                    |                      |                      |
| Totaux LNH | Totaux LNH             | Totaux LNH | 815 | 99               | 288              | 387              | 503              | 55               | 1 | 31                   | 32                   | 22                   |                      |                      |